# Cydia (aplicación)

Cydia es una aplicación de software para equipos iOS para descargar e instalar aplicaciones por fuera de la App Store oficial de Apple Inc.. Fue lanzado originalmente como una alternativa de código abierto para Installer.app en iOS 1.1.x, pero rápidamente se convirtió en el gestor de paquetes más popular desde la liberación del iOS 2.0.
La aplicación fue creada por Jay Freeman y su nombre se basa en el gusano común de la manzana, Cydia pomonella, para hacer referencia de que es un programa tipo "gusano" que se mete dentro de los dispositivos de Apple, o sea, la manzana.

## Propósito
La principal intención de Cydia es proveer software y demás modificaciones que no están disponibles en la App Store para los usuarios de equipos desbloqueados (jailbreak). Cydia permite la gestión de paquetes dpkg mediante una interfaz gráfica como "saurik".
Funciona a través de repositorios (repos) que son agregados por el propio usuario. Estos ficheros tienen extensión .deb, y pueden ser instalados descargándose de su respectivo sitio web (desde el dispositivo) o copiándolos a la carpeta de Cydia, y reiniciando el dispositivo.
Cydia no es necesario para instalar paquetes APT, sin embargo, para los usuarios resulta una forma más fácil y visual de buscar, encontrar e instalar aplicaciones.

## Cydia Store
En marzo de 2009, Freeman introdujo una manera simple y unificada de vender aplicaciones de Cydia enlazando todas las compras a una cuenta simple, tal y como la App Store. Los usuarios pueden usar Amazon Payments o PayPal para comprar aplicaciones de la tienda. A diferencia de la App Store, los paquetes de pago a través Cydia no son controlados por DRM a no ser que el desarrollador elija sus propias medidas de protección. El comprobante del pago es enlazado a una cuenta de Google o Facebook en caso de que los usuarios adquieran nuevos dispositivos iOS o actualicen el sistema.
Aunque la opción existe y es muy popular, los desarrolladores no están obligados a usar el sistema de la Cydia Store para sus paquetes. Por ejemplo, LockInfo, MewSeek, biteSMS o WiFi Sync no utilizan este sistema, sino que se necesita un registro diferente que el desarrollador controla.
El 10 de septiembre de 2010 Freeman anunció que su compañía, Saurik IT, LLC adquirió Rock Your Phone, Inc. (conocido como Rock App) para hacer de Cydia la mayor tienda de aplicaciones de terceros para dispositivos iOS con Jailbreak.
El 15 de diciembre de 2019, se anuncia su cierre, tras la decadencia del jalibreak en los últimos años